# Henk ten Hoeve
Hendrik (Henk) ten Hoeve (Heerenveen, 15 september 1946) is een Nederlands politicus. Hij was van 2015 tot 2019 lid van de Eerste Kamer der Staten-Generaal namens de Onafhankelijke Senaatsfractie (OSF). Eerder was Ten Hoeve van 2003 tot 2011 al senaatslid voor deze partij.

## Biografie
Ten Hoeve studeerde economie tussen 1963 en 1971 aan de Nederlandse Economische Hogeschool te Rotterdam. In 1974 begon Ten Hoeve zijn loopbaan als leraar economie en conrector aan de Christelijke Scholengemeenschap Oostergo te Dokkum. Van 1988 tot 2008 was hij daar lid van de Centrale Directie van het inmiddels geheten Dockinga College.

### Politiek
Ten Hoeve werd in 1975 penningmeester bij de Fryske Nasjonale Partij, maar vanaf 1976 tot 1980 verruilde hij die rol tot die van voorzitter. Van 1980 tot 1988 werd Ten Hoeve verkozen tot lid van de Provinciale Staten van Friesland. In 2003 kreeg hij bij de verkiezingen voor de Eerste Kamer één stem meer dan lijsttrekker Fons Zinken. Zodoende werd Ten Hoeve als nummer twee op de lijst met voorkeurstemmen verkozen. In 2007 werd hij herkozen. In 2011 werd door onderlinge afspraken tussen de OSF en 50PLUS van Jan Nagel besloten om een 50PLUS'er op de eerste plaats te zetten voor de Eerste Kamerverkiezingen van dat jaar. Kees de Lange werd zodoende de nieuwe senator voor de OSF. In juni 2015 werd Ten Hoeve opnieuw senator.

## Persoonlijk
Ten Hoeve is protestants-christen. Hij is sinds 1970 getrouwd en heeft een dochter en twee zonen.
- Parlement.com: vggt1fohmezu